# Cayo Lecanio Baso (cónsul 40)
Cayo o Gayo Lecanio Baso  fue un político romano del siglo I perteneciente a la gens Lecania, que desarrolló su cursus honorum bajo Tiberio y Calígula..

## Familia
Lecanio era originario de Pola  y padre del consular Cayo Lecanio Baso.

## Carrera pública
Lecanio nació a finales del siglo I a. C. o principios del I. Fue un novus homo y miembro del Senado. Obtuvo la pretura como pretor urbano en el año 32  y alcanzó el consulado, en calidad de suffectus, en el año 40 bajo el gobierno de Calígula.